# Nathaniel Bliss
Nathaniel Bliss (Bisley, 28 novembre 1700 – Oxford, 2 settembre 1764) è stato un astronomo e religioso britannico.
Ha ricoperto la carica di Astronomo Reale dal 1762 al 1764.

## Biografia
Bliss nacque in un villaggio del Gloucestershire e studiò al Pembroke College dell'Università di Oxford. Conseguì il Bachelor of Arts nel 1720 e il Master of Arts nel 1723.
Pastore nella chiesa St Ebb ad Oxford, nel 1742 succede ad Edmond Halley come professore di matematica all'Università di Oxford, nello stesso anno divenne membro della Royal Society.
Effettuò diverse osservazioni astronomiche: una cometa che ha avvicinato il Sole nel 1744, il transito di Venere del 1761 in sostituzione di James Bradley che era malato e, nel 1764, ha pubblicato le sue osservazioni su un'eclissi visibile da Greenwich.

Avendo assistito e sostituito Bradley, alla sua morte, avvenuta nel 1762, gli è succeduto diventando il quarto Astronomo Reale.  
I 18 mesi che gli restavano da vivere non gli permisero di lasciare la sua impronta sull'osservatorio Reale di Greenwich. Ha continuato sulla linea di Bradley con un'attenzione particolare al dipartimento degli orologi.
Bliss morì ad Oxford, ma fu sepolto vicino a Halley nella chiesa di Santa Margherita a Lee, nel borgo di Lewisham, a Londra.

## Approfondimenti
- Maunder, E. W., The Royal Observatory, Greenwich: A Glance at its History and Work, London, The Religious Tract Society, 1900.